# Новобогородицкое сельское поселение
Новобогородицкое се́льское поселе́ние — муниципальное образование в Петропавловском районе Воронежской области Российской Федерации.
Административный центр — село Новобогородицкое.

## История
Статус и границы сельского поселения установлены Законом Воронежской области от 15 октября 2004 года № 63-ОЗ «Об установлении границ, наделении соответствующим статусом, определении административных центров отдельных муниципальных образований Воронежской области».

## Население
| 2010 | 2012 | 2013 | 2014 | 2015 | 2016 | 2017 |
| ---- | ---- | ---- | ---- | ---- | ---- | ---- |
| 781  | ↘750 | ↘734 | ↘715 | ↘696 | ↘659 | ↘646 |
| 2018 |      |      |      |      |      |      |
| ↘629 |      |      |      |      |      |      |

## Состав сельского поселения
| № | Населённый пункт | Тип населённого пункта       | Население |
| - | ---------------- | ---------------------------- | --------- |
| 1 | Александровка    | хутор                        | 30        |
| 2 | Гондарев         | хутор                        | 20        |
| 3 | Новобогородицкое | село, административный центр | ↘731      |

## Известные уроженцы
- Бондарев Виктор Николаевич (род. 1959) — российский военачальник, генерал-полковник, Герой Российской Федерации (2000).